# Shqiptar

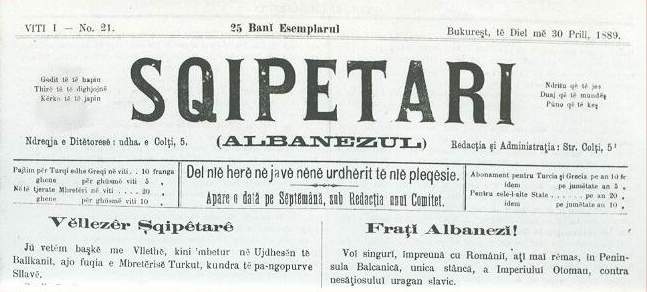
Il quotidiano Sqipetari, pubblicato dalla comunità albanese di Romania (1889)

Shqip (ë) tar (plurale: Shqiptarët; Gheg Albanian: Shqyptar), è un etnonimo di lingua albanese (endonimo), con cui gli albanesi si definiscono. Chiamano il loro paese Shqipëria (Gheg Albanian: Shqipnia). Vengono chiamati anche Shqiptarë.

## Storia
Durante il medioevo, gli albanesi chiamavano il loro paese Arberia (Gheg: Arbënia) e loro stessi come Arbëreshë (Gheg: Arbënesh), mentre i popoli vicini li definivano attraverso altri termini come Arbanasi, Arbanenses/Albaneses, Arvanites (Arbanites), Arnaut e Arbineş.
Alla fine del XVII e all'inizio del XVIII secolo, il toponimo Shqipëria e Shqiptarë vennero gradualmente sostituiti a Arbëria e Arbëreshë tra i parlanti albanesi. Ciò era dovuto alle complessità socio-politiche, culturali, economiche e religiose che gli albanesi sperimentarono durante l'era ottomana. L'uso del vecchio endonimo Arbënesh/Arbëresh tuttavia persistette e fu mantenuto dalle comunità albanesi che erano emigrate dall'Albania e dalle aree limitrofe secoli prima del cambiamento della parola, vale a dire l'Arbëreshë d'Italia, il Arvaniti della Grecia e Arbanasi in Croazia. Come tale, i migranti medievali in Grecia e in seguito i migranti in Italia durante il XV secolo erano a conoscenza e non si definivano con il termine Shqiptar.
Da "shqiptare" deriverebbe il termine di lingua serba "siptara" che, a differenza del primo ha una connotazione razzista. Nel 2018 la Corte suprema di Belgrado ha definito la parola razzista e discriminatoria contro gli albanesi.